# Золотистые водоросли
Золотистые водоросли (лат. Chrysophyceae) — класс охрофитовых водорослей. Включают в себя преимущественно микроскопические водоросли различных оттенков жёлтого цвета. Золотистые водоросли бывают одноклеточными, колониальными и многоклеточными. Известно около 800 видов.

## Характерные особенности
- в клетке имеется одно небольшое ядро(хуY); один или два хлоропласта корытовидной формы различных оттенков жёлтого цвета; другие органоиды, характерные для эукариотической клетки
- пигменты — хлорофиллы a и c, β-каротин, ксантофиллы (в особенности фукоксантин и лютеин, собственно и придающие водорослям характерную окраску; также антераксантин, зеаксантин, неоксантин, виолаксантин)
- запасные питательные вещества — масла, хризоламинарин, лейкозин, у некоторых — волютин и гликоген
- у подвижных форм имеются два жгутика (иногда один), различной или одинаковой длины; стигма
- вегетативное размножение — простым делением, либо распадом колонии или многоклеточного таллома
- бесполое размножение — одно- или двужгутиковыми зооспорами, амёбоидами или автоспорами
- половой процесс встречается редко, в основном в виде изогамии, хологамии и автогамии.
- жизненный цикл гаплоидный с зиготической редукцией, покоящаяся стадия — стоматоциста.

## Экология
Золотистые водоросли встречаются в основном в чистых пресных водоёмах умеренных широт, достигая наибольшего видового многообразия в кислых водах сфагновых болот, меньшее количество видов обитает в морях и солёных озёрах, единичные обнаружены в почве. В водоёмах хризофиты преимущественно входят в состав планктона и нейстона.

## Роль в природе и жизни человека
- продуценты органического вещества.
- улучшение газового режима водоёмов.
- образование илов и сапропелей.
- некоторые виды (р. Mallomonas, Synura, Dinobryon; Prymnesium parvum) могут, активно размножаясь, привести к цветению воды и замору рыбы.